# Ken Saro-Wiwa
Kenule Beeson Saro-Wiwa, plus couramment appelé Ken Saro-Wiwa, né le 10 octobre 1941 à Bori et mort exécuté par pendaison le 10 novembre 1995 à Port Harcourt, est un écrivain et producteur nigérian, militant écologiste et récipiendaire du prix Nobel alternatif en 1994. 

## Biographie
Ken Saro-Wiwa faisait partie du peuple Ogoni, une minorité ethnique dans le delta du Niger, dont les terres sont la cible des compagnies pétrolières depuis les années 1950. Il a été porte-parole puis président du mouvement pour la survie du peuple Ogoni (MOSOP), un mouvement créé afin de lutter contre les abus commis par certaines compagnies sur les terres du peuple Ogoni. Saro-Wiwa a été le leader d’une campagne non violente contre des compagnies comme Shell, dénonçant les dégâts écologiques commis dans le delta du Niger. Pour ses actions militantes, il a reçu en 1994 le Prix Nobel alternatif, quelques mois après son arrestation par le régime de Sani Abacha. À la suite d'un procès largement dénoncé par les organisations de défense des droits de l'homme, il a été condamné à être pendu et exécuté en 1995. Shell a fait l'objet d'une plainte pour complicité dans cette exécution qui s'est conclue par un accord par lequel Shell a versé 15,5 millions de dollars.

## Littérature et production télévisuelle
Saro-Wiwa a aussi produit des séries télévisées, par exemple la série satirique Basye & Co., qui est devenue le soap opera le plus regardé en Afrique.
Il était également écrivain, son livre le plus connu est Sozaboy : A Novel in Rotten English, traduit en français sous le titre Pétit minitaire, racontant l’histoire d’un garçon recruté par l’armée pendant la guerre civile du Nigéria (1967-1970). Il a également écrit On a Darkling Plain, un recueil de récits de l’expérience de Saro-Wiwa pendant la guerre, alors qu'il servait dans le port de Bonny dans le delta du Niger.
Au début des années 1970, Saro-Wiwa a travaillé pour la commission régionale pour l’éducation (Rivers State Cabinet), mais fut démis de ses fonctions en 1973 pour son soutien au peuple Ogoni.
Vers la fin des années 1970, il établit plusieurs commerces dans l’immobilier avant de se reconvertir petit à petit dans les années 1980 à l’écriture, au journalisme et à la production télévisuelle.

## Défense du peuple Ogoni
En 1990, membre fondateur du MOSOP, Saro-Wiwa se lance plus sérieusement dans la lutte pour sauver le peuple Ogoni. Les demandes du MOSOP sont réunies dans « The Ogoni Bill of Right », un document incluant une revendication à une autonomie plus importante de leur communauté, une taxation juste sur le montant des bénéfices créés par l’extraction du pétrole sur les terres Ogoni et une réparation des dommages écologiques créés par les multinationales en place.
En 1992, Saro-Wiwa est emprisonné par le gouvernement militaire du Nigeria une première fois, il restera plusieurs mois enfermé sans aucun procès.
Peu après sa sortie de prison, le MOSOP organise des manifestations pacifiques d’environ 300 000 personnes – plus de la moitié de la population Ogoni –, cet événement permettra à la communauté internationale de connaître un peu mieux ce qu’il se passait dans le delta du Niger. Après une pression très importante du MOSOP sur la multinationale Shell au Nigeria ainsi que des boycotts organisés au niveau international et relayés par les mouvements altermondialistes, Shell a dû cesser ses opérations au Nigeria la même année. L’image de l’entreprise était entachée des abus commis dans le delta du Niger.

## Exécution
Ken Saro-Wiwa a été de nouveau arrêté par le gouvernement nigérian en juin 1993, puis remis en liberté un mois plus tard. En mai 1994, il fut arrêté pour la troisième fois et accusé d’incitation au meurtre après la mort de quatre Ogoni. Ken Saro-Wiwa a toujours réfuté les charges retenues contre lui. Après un an d’emprisonnement, il a été déclaré coupable et condamné à mort par un tribunal spécial. Ce procès fut très largement critiqué par les associations internationales de défense des droits de l’homme dont Amnesty International.
Le 10 novembre 1995, Ken Saro-Wiwa et huit autres leaders du MOSOP ont été exécutés par pendaison à Port Harcourt par le gouvernement nigérian du général Sani Abacha.
Il laisse deux enfants : le journaliste Ken Wiwa et Zina Saro-Wiwa la réalisatrice et journaliste artistique.
Cet événement a provoqué la suspension du Nigéria dans le Commonwealth qui se réunissait en Nouvelle-Zélande à ce moment-là.
En juin 2009, Shell, qui fait l'objet d'une plainte pour complicité dans l'élimination du militant des droits de l'homme, a accepté de payer 15,5 millions de dollars pour que le litige soit réglé aux États-Unis. La plainte a été déposée par les familles des victimes, qui s'appuient sur une loi américaine de 1789 qui exige que les firmes ayant une présence importante aux États-Unis respectent les lois américaines dans le monde entier.
Son exécution est d'ailleurs un évènement clé cité à plusieurs reprises dans le livre The Other Side of Truth écrit par Beverley Naidoo en 2000. Dans son livre elle cite Ken Saro-Wiwa comme l'exemple d'un homme qui a protesté pour la justice dans son pays et qui l'a payé de sa propre vie, de la même manière qu'un journaliste fictif du livre a voulu dénoncer la corruption de son pays (Nigeria) ce qui a entraîné la mort de sa femme, assassinée par des hommes de main du gouvernement corrompu dirigé par le général Abacha.

## Reconnaissance
Ken Saro-Wiwa a reçu le prix Nobel alternatif en 1994, « pour son courage exemplaire dans la lutte non violente pour les droits civils, économiques et environnementales de son peuple. » et le Prix Goldman pour l'environnement en 1995.

## Citation
« L’exploration pétrolière a transformé le pays ogoni en immense terrain vague. Les terres, les rivières et les ruisseaux sont en permanence entièrement pollués ; l’atmosphère est empoisonnée, chargée de vapeurs d’hydrocarbures, de méthane, d’oxydes de carbone et de suies rejetés par les torchères qui, depuis trente-trois ans, brûlent des gaz vingt-quatre heures sur vingt-quatre tout près des zones d’habitation. Le territoire ogoni a été dévasté par des pluies acides et des épanchements ou des jaillissements d’hydrocarbures. Le réseau d’oléoducs à haute pression qui quadrille les terres cultivées et les villages ogoni constitue une dangereuse menace. »

— Ken Saro-Wiwa, s’adressant à l’Organisation des peuples et nations non représentés à Genève, en 1992.

## Œuvres
- Ken Saro-Wiwa (trad. Samuel Millogo & Amadou Bissiri), Sozaboy : Pétit minitaire, Actes Sud, 2003, 309 p. (ISBN 978-2-7427-4221-9)

- Ken Saro-Wiwa (trad. de l'anglais par Kangni Alem), Lemona : roman [« Lemona’s Tale »], Paris, DAPPER Littérature, 2002, 221 p. (ISBN 2-906067-77-6)

### Autres sources

#### Sites en français
- (fr) « Ken Saro-Wiwa: “Seigneur, prends mon âme, mais la lutte continue.” », in :Revue en ligne d', sur africalog.com, africalog, 2010 (consulté le 28 février 2010)
- (fr) Ben Amumwa, « Shell au Nigeria: la lutte pour la responsabilité »(Archive.org • Wikiwix • Archive.is • Google • Que faire ?), in :Revue en ligne de, sur pambazuka.org, pambazuka.news, 2010 (consulté le 4 mars 2010)
- (fr) Rapport d'Amnesty International sur les droits de l'homme au Nigeria
- (fr) un compte rendu complet du combat entre Shell et le peuple Ogoni